# PDX FC
El PDX FC es un equipo de fútbol de Estados Unidos que juega en la USL League Two, la cuarta división nacional.

## Historia
Fue fundado el 13 de febrero de 2017 en la ciudad de Portland, Oregon por Luke Babson, quien era asistente de los Western Oregon Wolves y su hermano Max Babson, productor de medios en BeIN Sports y Pac-12 Network luego de que fuera anunciado como uno de los equipos de expansión de la NPSL para ese año como integrante de la Northwest Conference.
En su primera temporada terminaron en tercer lugar de su división pero en las siguientes terminaron de últimos, y en las tres temporadas no clasificaron a playoffs. Luego de que la temporada 2020 fuera cancelada por la pandemia de Covid-19 deciden unirse a la USL League Two para la temporada 2021, en la que terminaron en segundo lugar de su división pero no clasificaron a playoffs.

## Palmarés
- Oregon Open Cup (1): 2020
- NISA Independent Cup Pacific Region (1) 2021.[4]